# MUSIC魂
『MUSIC魂』（ミュージックだましい）は、2014年10月から2015年3月までRKB毎日放送（RKBラジオ）で放送されていた夜の音楽番組である。

## 番組概要
2014年のプロ野球シーズンオフとなったことでスタートした番組。日替わりコンテンツとなっており、パーソナリティ、取り扱う音楽のジャンルが曜日ごとに異なっているのみならず、メールアドレスやFacebookアカウントもそれぞれ別に設けられていた。

2015年3月をもって放送を終了したが、「洋楽AMIGO!」のみ放送時間変更・収録番組化の上で2015年4月以降も存続している。

## 放送時間
- 水曜日 - 金曜日 19:30 - 22:00（JST）

## 放送内容

### GROOVE POWER
- 放送曜日…水曜日
- パーソナリティ…萩原誠、Miki
- 音楽のジャンル…クラブミュージック、ディスコミュージック

### 洋楽AMIGO!
- 放送曜日…木曜日
- パーソナリティ…TOM G、三好ジェームス
- 音楽のジャンル…洋楽

### GIRLS BOOM BOX
- 放送曜日…金曜日
- パーソナリティ…植村友紀、木村まこ
- 音楽のジャンル…J-POP

前年度「Voicebook」で放送されていたコンテンツを、音楽番組としてリニューアルしたもの。